# Levan Moszesvili
Levan Moszesvili, grúzul: ლევან მოსეშვილი (Tbiliszi, 1940. május 23. – Tbiliszi, 2020. március 5.) olimpiai ezüstérmes szovjet-grúz kosárlabdázó, edző.

## Pályafutása
1960 és 1971 között a Dinamo Tbiliszi játékosa volt. Tagja volt az 1964-es tokiói olimpián ezüstérmes szovjet válogatottnak.
1972 és 1998 között a Dinamo edzőjeként dolgozott. 1998-tól a grúz válogatott szövetségi kapitánya volt.

## Sikerei, díjai
- Olimpiai játékok
  - ezüstérmes: 1964, Tokió
- Szovjet bajnokság
  - bajnok: 1968
- Bajnokcsapatok Európa-kupája
  - győztes: 1961–62